# Трьохперка чорноголова
Трьохперка чорноголова (Tripterygion tripteronotum) — вид риб родини трьохперкових (Tripterygiidae). Ендемік Середземномор'я.

## Характеристика
Невелика за розміром риба, що у дорослому стані сягає до 6,5 см за максимальної довжини 8 см.

## Ареал
Вид поширений у Середземному і Чорному морях, а також у прилеглих ділянках східної Атлантики (Гібралтар, Іспанія, Марокко). В Україні зустрічається в прибережних водах біля Севастополя.

## Біологія і екологія
Субтропічний морський демерсальний вид, зустрічається на глибинах 6-12 м. Тримається скельних біоценозів, де ховається в норах. Живиться дрібними безхребетними.